# New Medicines
New Medicines — другий студійний альбом американського християнського гурту Dead Poetic, виданий 6 квітня 2004 року лейблом Solid State Records / Tooth & Nail Records. 28 червня того ж року Golf Records репрезентували роботу гурту на території Великої Британії.

## Список пісень
| #   | Назва                                             | Автор слів   | Автор музики | Тривалість |
| --- | ------------------------------------------------- | ------------ | ------------ | ---------- |
| 1.  | «Taste the Red Hands»                             | Брендон Райк | Dead Poetic  | 2:58       |
| 2.  | «The Dream Club Murders»                          | Брендон Райк | Dead Poetic  | 3:49       |
| 3.  | «New Medicines»                                   | Брендон Райк | Dead Poetic  | 4:01       |
| 4.  | «Vanus Empty»                                     | Брендон Райк | Dead Poetic  | 3:55       |
| 5.  | «Bury the Difference»                             | Брендон Райк | Dead Poetic  | 3:33       |
| 6.  | «Molotov»                                         | Брендон Райк | Dead Poetic  | 3:46       |
| 7.  | «Glass in the Trees»                              | Брендон Райк | Dead Poetic  | 5:01       |
| 8.  | «Dimmer Light»                                    | Брендон Райк | Dead Poetic  | 4:06       |
| 9.  | «Hostages»                                        | Брендон Райк | Dead Poetic  | 3:22       |
| 10. | «Modern Morbid Prophecies»                        | Брендон Райк | Dead Poetic  | 3:52       |
| 11. | «A Hoax to Live For» (Пісня закінчується на 2:52) | Брендон Райк | Dead Poetic  | 10:08      |
| 12. | «Zonshine» (Прихований початок на 4:21)           | інструментал | Dead Poetic  |            |

## Список учасників
Основні музиканти
- Брендон Райк — вокал
- Зак Майлз — гітара
- Тодд Осборн — гітара
- Чад Шеллабаргер — бас-гітара
- Джош Шеллабаргер — ударні

Запрошені музиканти
- Філ Петерсон — віолончель (Dimmer Light)
- Зак Ходжес — фортепіано (Zonshine)
- Аарон Спрінкл — клавішні (Dimmer Light)